# The Outlaw Colony
The Outlaw Colony è un cortometraggio muto del 1912 diretto da Allan Dwan. Prodotto dall'American Film Manufacturing Company (con il nome Flying A), fu distribuito dalla Film Supply Company e uscì in sala il 15 agosto 1912.

## Trama
In una colonia di fuorilegge, Rattlesnake Ike ama di Bessie Vanever, una delle figlie del vecchio capo, ma lei si innamora di Joe Briscoe, un bel giovanotto che la corteggia. Nel campo, un giorno si infiltra sotto falso nome Jim Wiggins, lo sceriffo. Ma per lui la situazione si fa difficile quando si accorge di amare Grace, l'altra sorella Vanever. Durante una rissa, il vecchio Vanever uccide Rattlesnake Ike. Il vecchio, insieme alle figlie e a Briscoe, si mette a fianco dello sceriffo ma durante una resa dei conti, resta ucciso. Wiggins nomina Briscoe suo vice: una nuova vita inizia per i due insieme alle loro ragazze, le sorelle Vanever.

## Produzione
Il film fu prodotto nel 1912 dalla Flying A, ovvero dalla American Film Manufacturing Company.

## Distribuzione
Distribuito dalla Film Supply Company, il film - un cortometraggio in una bobina - uscì nel 1912 nelle sale USA il 15 agosto e in quelle del Regno Unito il 16 ottobre.